# Do ut des
Do ut des es una expresión latina que significa literalmente «doy para que des». Se usa para referirse a la reciprocidad de cualquier trato o pacto. 
Expresa muy bien el espíritu con el que se entendía la religión en Roma, ya que los actos de carácter religioso eran en sí un do ut des, es decir, ofrendas a los dioses ante la seguridad de recibir algo bueno a cambio o de no sufrir una desgracia. 
En el siglo VI se incluyó esta expresión en el Digesto del Corpus iuris civilis como término jurídico, más específicamente como una característica en los contratos innominados: «Do ut des», «Do ut facias», «Facio ut des» o «Facio ut facias». Esta expresión se mantiene en la actualidad, sobre todo en el ámbito político, y su uso se reduce prácticamente al nivel culto de la lengua.